# Scar Tissue
«Scar Tissue» es el primer sencillo del disco Californication, de los Red Hot Chili Peppers. Es una de las más exitosas canciones, que consiguió un récord de 16 semanas en lo alto del Billboard's Modern Rock Charts. Se lanzó a finales de 1999 y ganó un Grammy por la Mejor Canción de Rock en el 2000. Se considera a esta canción como una de las más melódicas canciones de la banda, que en Californication experimenta un rock más melódico, cambiando el estilo de Blood Sugar Sex Magik, que se basaba más en el funk.

## Vídeo musical
Stéphane Sednaoui dirigió este vídeo, quien también dirigió "Give It Away". en el que los integrantes de la banda, todos con heridas y vendajes, andan en un coche conducido al principio por John Frusciante y más tarde van cambiando, en algunas partes paran (por ejemplo cuando paran ya cerca del final del video donde hay unos colchones y otras cosas rotas), al final se ve a John Frusciante tocando en la parte trasera del coche y cuando acaba, tira la guitarra a la carretera por la que conducían.

## Lista de canciones
| Versión CD (1999) |                             |          |  |
| N.º               | Título                      | Duración |  |
| 1.                | «Scar Tissue»               | 3:37     |  |
| 2.                | «Gong Li» (Inédita)         | 3:42     |  |
| 3.                | «Instrumental #1» (Inédita) | 2:48     |  |

| Versión Casete (1999) |                     |          |  |
| N.º                   | Título              | Duración |  |
| 1.                    | «Scar Tissue»       | 3:37     |  |
| 2.                    | «Gong Li» (Inédita) | 3:42     |  |

## Listas y certificaciones
| Listas                                  | Posición |
| --------------------------------------- | -------- |
| Lista musical de Australia              | N.º 15   |
| Lista musical de Canadá                 | N.º 9    |
| Lista musical RPM de Canadá             | N.º 4    |
| Lista musical RPM Rock Report de Canadá | N.º 1    |
| Lista musical de Francia                | N.º 66   |
| Lista musical de Finlandia              | N.º 16   |
| Lista musical de Irlanda                | N.º 16   |
| Lista musical de Nueva Zelanda          | N.º 3    |
| Lista musical de los Países Bajos       | N.º 38   |
| Lista musical de Polonia                | N.º 1    |
| Lista musical del Reino Unido           | N.º 15   |
| Billboard Adult Top 40                  | N.º 11   |
| Billboard Mainstream Rock               | N.º 1    |
| Billboard Modern Rock Tracks            | N.º 1    |
| The Billboard Hot 100                   | N.º 9    |
| Billboard Top 40 Mainstream             | N.º 12   |
| Billboard Top 40 Tracks                 | N.º 18   |
| Billboard Top 40 Adult Recurrents       | N.º 4    |

| Listas                           | Posición |
| -------------------------------- | -------- |
| Billboard Top 100                | N.º 34   |
| Lista musical RPM de Canadá      | N.º 40   |
| Lista musical RPM Rock de Canadá | N.º 1    |

| País           | Certificación | Fecha                | Ventas  |
| -------------- | ------------- | -------------------- | ------- |
| Australia      | Oro           | 1999                 | 35,000  |
| Estados Unidos | Oro           | 1 de octubre de 2009 | 500,000 |